# لوکاس بودر
لوکاس بودر (انگلیسی: Lukas Boeder؛ زادهٔ ۱۸ آوریل ۱۹۹۷) بازیکن فوتبال اهل آلمان است.
از باشگاه‌هایی که در آن بازی کرده‌است می‌توان به باشگاه فوتبال پادربورن و باشگاه فوتبال بایر ۰۴ لورکوزن اشاره کرد.
وی همچنین در تیم‌های ملی فوتبال جوانان آلمان، Germany national under-16 football team، جوانان آلمان، جوانان آلمان، و جوانان آلمان بازی کرده‌است.